# Rudolf Schwarzmaier
Rudolf Schwarzmaier (* 16. Dezember 1886 in Traunstein; † 28. Dezember 1952 in München) war ein deutscher Verwaltungsjurist und Vizepräsident der bayerischen Verwaltung der staatlichen Schlösser, Gärten und Seen.

## Leben
Rudolf Schwarzmaier absolvierte ein Studium der Rechtswissenschaften und leistete nach der ersten juristischen Staatsprüfung den dreijährigen Vorbereitungsdienst (Referendariat), der ihn zum Amtsgericht München, Landgericht München I sowie zum Bezirksamt München führte. 1912 folgte das Große juristische Staatsexamen. 1913 erhielt er eine Anstellung als Akzessistbei der Regierung von Oberbayern und wechselte ein Jahr später als Assessor zur Regierung von Schwaben, wo er in der Kammer für Finanzen eingesetzt war. 1919 wurde er in das Staatsministerium der Finanzen einberufen. Dort stieg er bis zum Ministerialrat auf. Im Februar 1942 wurde er nebenamtlich zum Staatskommissar bei der Bayerischen Staatsbank bestimmt. Mit der Anordnung der amerikanischen Militärregierung vom 2. August 1948 wurde Schwarzmaier zunächst weiterhin beschäftigt; diese Maßnahme wurde am 23. November 1945 aufgehoben. Nach seiner Entlassung wurde er im Entnazifizierungsverfahren am 19. November 1948 durch die Spruchkammer München als Mitläufer eingestuft, sodass er wieder in der öffentlichen Verwaltung Aufnahme finden konnte. So wurde er am 1. Juli 1947 zum Vizepräsidenten der Bayerischen Verwaltung der staatlichen Schlösser, Gärten und Seen ernannt. Zunächst im Angestelltenverhältnis beschäftigt, wurde er später in das Beamtenverhältnis übernommen. Er verstarb im Amt. 
Schwarzmaier war Mitglied der NSDAP.